# Vicente Holguín
José Vicente Holguín Sánchez y Arzayuz (Buga, 1788-Ambato, 12 de abril de 1864) fue un hacendado colombiano, adepto a los postulados del Partido Conservador Colombiano, del que fue miembro fundador. Holguín es más conocido por ser el patriarca de la prestigiosa rama colombiana de la familia Holguín.

## Familia
José Vicente era hijo del político criollo Ignacio Holguín y Daza y de María Ignacia Sánchez y Arzayuz, ambos nacidos en Buga. Era hermano de Gertrudis, Teresa, Ramón, José Ignacio, Salvador, Francisco, Ana Joaquina, Manuel y María Josefa Holguín Sánchez.
Su hermana mayor, Gertrudis, se casó con Nicolas Cabal, primo del militar José María Cabal (prócer de la Independencia y de quien desciende la política María Fernanda Cabal); su hermana Teresa lo hizo con José María Scarpetta.
José Ignacio, destacó como militar y se trasladó a Ecuador, peleando bajo órdenes de Simón Bolívar donde tuvo su descendencia, y de quien surgió la rama ecuatoriana actual, a la que pertenecen, entre otros, Luis Alfredo Martínez, y Juan Carlos Holguín.
Salvador se casó con María Josefa Cabal, la cuñada de su hermana Gertrudis y prima del prócer Cabal; Ana Joaquina se casó con Manuel José Grueso; Manuel con Jerónima Rodríguez; y María Josefa con José Ignacio Barberi.

### Matrimonio y descendencia

#### Los Holguín Mallarino
José Vicente Holguín se casó en Cali, el 16 de octubre de 1827 con la rica heredera María Josefa Benita Mallarino Ibargüen, quien era hermana del político Manuel María Mallarino. Mallarino a su vez estaba casado con la hacendada María Mercedes Cabal, quien inspiró la novela María, del escritor Jorge Isaacs, y quien también era pariente de José María Cabal. Otro de sus cuñados era el también político Francisco Mallarino, alcalde de Cali en 1857.
Con María Mallarino, Vicente tuvo una numerosa e influyente descendencia ː Susana, Dolores I, Ana Julia, Mercedes, Ernesto, Ignacio, Carlos, Vicente, Eduardo, Dolores II, Enrique, Jorge y Carmen Holguín Mallarino.

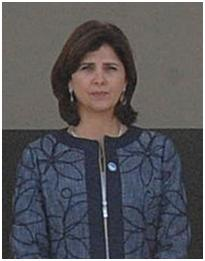
María Ángela Holguín, una de sus numerosas bisnietas.

Sus dos primeras hijas fallecieron en la infancia; su tercera hija, Ana Julia, se casó con el colombiano de ascendencia británica Lisímaco Isaacs Ferrer, hermano del poeta Julio Isaacs; por su lado, Mercedes se unió a José María Sánchez Grillo; Ernesto se casó con la colombiana de ascendencia irlandesa Paulina Byrne; Ignacio lo hizo con Elvira Lavalle y Pardo.
Carlos, su séptimo hijo, destacó como abogado, diplomático y político del conservatismo, llegando a ser presidente, como su tío, entre 1888 y 1892. Holguín se casó con Margarita Caro Tobar, hermana del escritor y político Miguel Antonio Caro e hija como Miguel del poeta y confundador del conservatismo, José Eusebio Caro Ibañez. Del matrimonio Holguín Caro provienen los hijos Álvaro, Hernando, Clemencia y Margarita Holguín Caro.
Vicente, su octavo hijo, se casó con Mercedes Larrabure y Unanue; Eduardo, el noveno, con María Ana Byrne, cuñada de su hermano Ernesto Holguín. Dolores II se unió en nupcias a Víctor Mallarino Cabal, su primo, ya que era hijo de Manuel María Mallarino y Mercedes Cabal. 
Enrique, el undécimo hijo, se casó con María Jesús Lloreda, con quien tuvo a Mercedes (que se casó con su primo segundo Hernando -hijo de Carlos Holguín-), Jorge (casado con su prima segunda Catalina- hermana de Hernando Holguín); Carlos, padre del político Carlos Holguín Sardi; Guillermo; Amalia, cuñada del médico Pablo Borrero Ayerbe; Ignacio, casado con una de sus primas de la familia Lloreda; Isabel; María; Dolores; Alfonso; Alberto, padre del empresario Germán Holguín Zamorano;   y Gustavo Holguín Lloreda.
Jorge Marcelo, el menor de toda la prole, fue militar y político del conservatismo, ocupando en dos ocasiones la presidencia, como su hermano Carlos y su tío Manuel María; Holguín se casó con Cecilia Arboleda Mosquera, hija del peota Julio Arboleda y de Sofía Mosquera y Hurtado.
Los Holguín Arboleda fueron también padres de una numerosa descendencia ː Beatriz; Sofía; Ricardo; Daniel, casado con la hija del presidente Rafael Reyes y de Sofía Angulo Lemos (y sobrina de Diego Euclides Angulo); Julio; Elena, madre del diplomático ecuatoriano Francisco José Urrutia Holguín, con Francisco José Urrutia; Rafael; Cecilia, casada con Eduardo López (hijo de Pedro A. López, hermano de Alfonso y Miguel López Pumarejo) y de quien desciende Clara López; Jorge; Pablo; Matilde y Alicia Holguín Arboleda.

#### Los Holguín Sánchez
En segundas nupcias, Vicente se unió a Ana López Boniche, nieta de la medio hermana del militar José Hilario López (primer presidente liberal de la historia de Colombia) con quien tuvo cuatro hijos másː Mercedes, Eusebia, Juan y Lucía Holguín López.
Eusebia fue la madre de Carolina Ortiz Holguín, esposa del político y abogado Froilán Largacha (cercano al general Tomás Cipriano de Mosquera), quien a su vez era tío materno del militar y político liberal Julián Trujillo Largacha. Froilán fue presidente encargado de Colombia en 1864, y Julián lo fue electo entre 1878 y 1880.